# أفشنة
أفشنة (بالفارسية الطاجيكية: Афšона، أفشونا بالأوزبكية) هي قرية قديمة في منطقة راميتان وتقع على بعد 30 كم شمال شرق بخارى، والتي تقع في جمهورية أوزبكستان الحالية.سمرقند وبخارى محافظتان قديمتان يسكنهما الشعب الطاجيكي (الناطق بالفارسية)، وتم منحهما لجمهورية أوزبكستان لأسباب سياسية خلال الحقبة السوفيتية.
وهذه القرية هي مسقط رأس الشيخ الرئيس أبو علي بن سينا.